# Cyberchondrie
Cyberchondrie, ein Kofferwort aus Cyber und Hypochondrie, auch Morbus Google genannt, bezeichnet einen pathologischen Zustand beim Menschen, bei dem hypochondrische Tendenzen durch Informationen aus dem Internet ausgelöst oder verstärkt werden. Mehr oder minder zutreffende medizinische Informationen aus dem Netz, etwa über Krankheitsportale, können bestehende Krankheitsängste so weit schüren, dass sie zu einer manifesten Hypochondrie führen, die physische und psychische Symptome nach sich zieht.